# 王穎璋
王穎璋（Wong Wing Cheung，1984年8月18日—），澳門蝶泳的紀錄保持者，有「澳門蝶王」之稱。現時為澳門唯一一間泳池管理公司「浪濤行」的行政管理者之一。